# Малый Чекчебонай
Ма́лый Чекчебона́й — щитовидный вулкан на полуострове Камчатка, расположенный на западном склоне Срединного хребта. Вулкан представляет собой дифференцированный базальтовый щит, осложнённый древней кальдерой. Щитовая постройка вулкана имеет диаметр около 7 км..
Вулкан расположен в истоках реки Тигиль. К северу от него находится вулкан Большой Чекчебонай, с которым он сливается основанием.